# Gelobet seist du, Jesu Christ

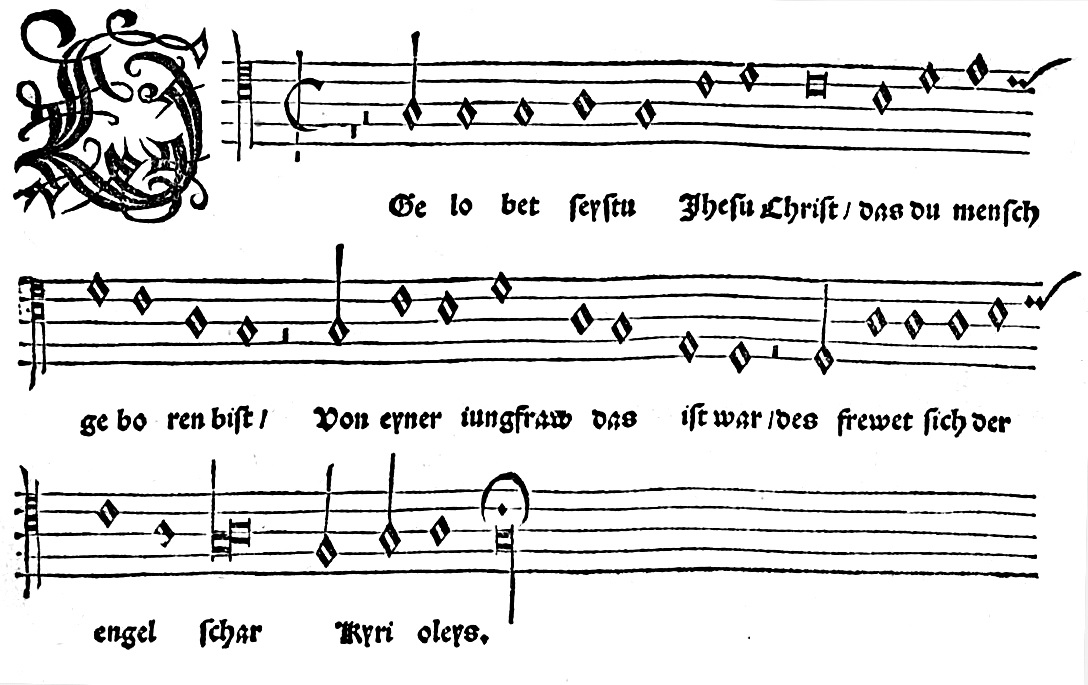
Gelobet seystu Jhesu Christ in Walters Eyn geystlich Gesangk Buchleyn

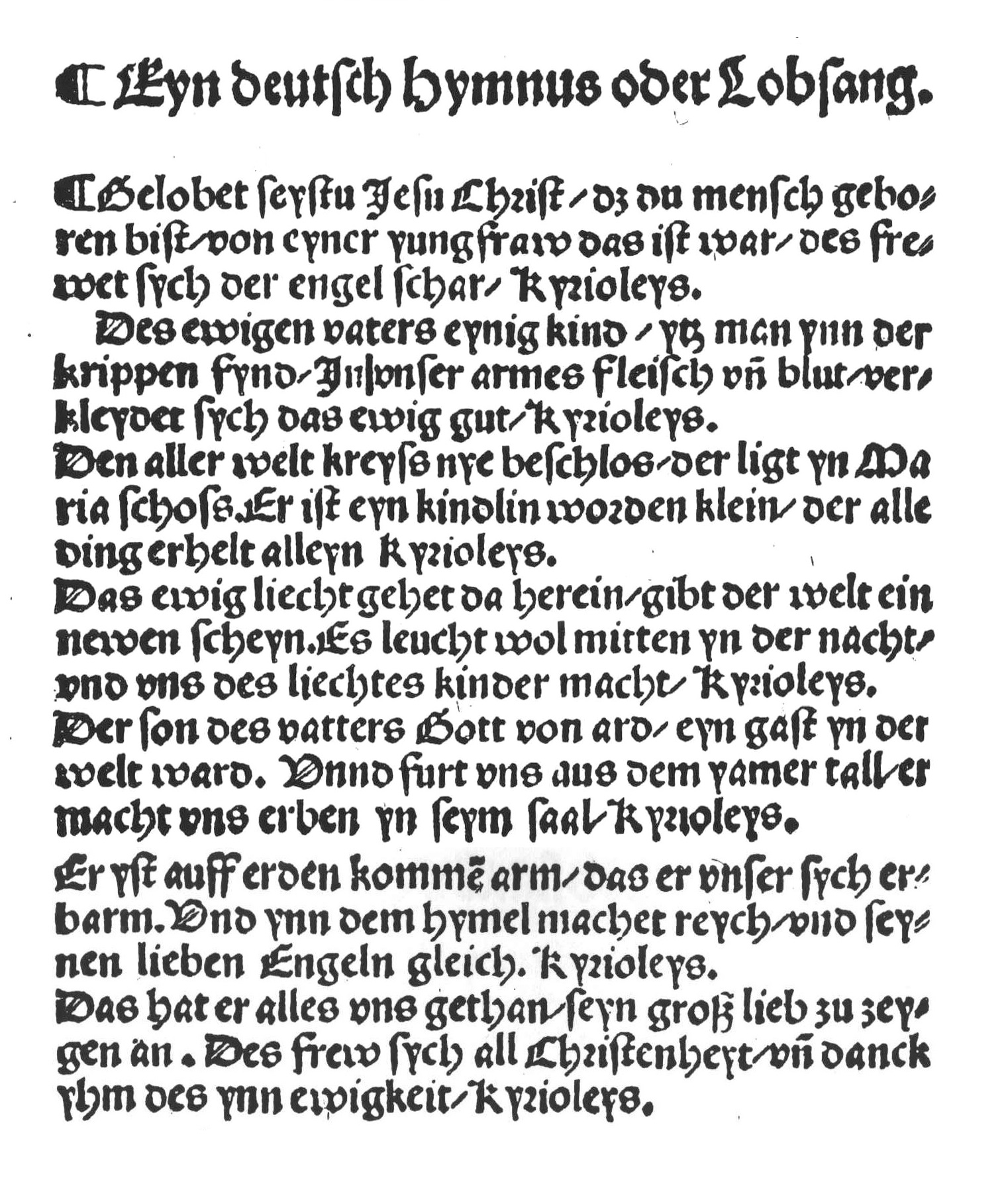
Gelobet seystu Jesu Christ im Erfurter Enchiridion

Gelobet seist du, Jesu Christ (Urtext: Gelobet seystu Jesu Christ) ist ein Choral Martin Luthers, der 1524 im Erfurter Enchiridion erschien. Er war das lutherische Hauptlied für den 1. Weihnachtstag.

## Luthers Text
Luthers Dichtung bezieht als erste Strophe die vorreformatorische Leise „Lovet sistu Ihesu Crist“ ein. Diese Kontrafaktur beruht auf der lateinischen Sequenz für die weihnachtliche Mitternachtsmesse Grates nunc omnes aus der ersten Hälfte des 11. Jahrhunderts und ist in einer um 1380 entstandenen Handschrift aus dem Zisterzienserinnen-Kloster Medingen überliefert. Auch die hinzugedichteten sechs Strophen Luthers enden mit dem Anruf Kyrieleis. Anknüpfend an altkirchliche Motive entfaltet Luther in immer neuen Bildern den Kontrast zwischen der Allmacht des ewigen Gottessohns und der Kleinheit und Armut des Kindes, in dem er Mensch wurde, und damit die Größe der göttlichen Liebe. Strophe 6 formuliert im Anschluss an 2 Kor 8,9  den wunderbaren Tausch.
Die Dichtung wurde 1524 in Erfurt veröffentlicht in der Sammlung Eyn Enchiridion.

## Melodie
Melodie, aus der Bachkantate (BWV 91)
Die Melodieⓘ mit dem deutschsprachigen Text erschien erstmals in Geystliche gesangk Buchleyn, gesammelt von Johann Walter. Es ist wahrscheinlich, dass Luther und Walter an der Kontrafaktur der älteren Weihnachtssequenz zusammenarbeiteten. Die Melodie steht im achten Kirchenton (Tetrardus plagalis). Die Spitzentöne der Singweise fallen in der ersten Strophe genau mit den sinntragenden Worten zusammen. Charakteristisch sind die rhythmisch wechselnden Zeilenanfänge: auftaktig in Zeile 1, 3 und 4 sowie volltaktig in Zeile 2.
Die Tonfolge des ersten Verses findet sich auch im Kirchenlied Gott sei gelobet und gebenedeiet (Gotteslob 215) wieder.

## Musikalische Bearbeitungen
Balthasar Resinarius komponierte eine Choralmotette, erschienen 1544. Ein Satz von Walter stammt aus dem Jahr 1551, einer von Antonio Scandello 1575. Lucas Osiander schrieb 1586 einen vierstimmigen Satz, Erhard Bodenschatz 1608, Samuel Scheidt verfasste 1650 zwei Sätze. Eine fünfstimmige Motette von Johannes Eccard wurde 1597 gedruckt, eine von Adam Gumpelzhaimer in Augsburg 1618, Andreas Raselius schrieb 1610 einen fünfstimmigen Satz. Melchior Schärer (1570–1602) setzte den Choral als dreistimmige A-cappella-Motette, und Michael Praetorius komponierte Sätze für verschiedene Besetzungen. Johann Hermann Schein schrieb 1618 eine Kantate für drei Stimmen, Johann Crüger setzte ihn für vier Stimmen, zwei obligate Instrumente (Violinen) und continuo.
Zur Zeit Johann Sebastian Bachs war der Choral das Hauptlied für den 1. Weihnachtstag. 1724 schuf er für diesen Tag seine gleichnamige Kantate Gelobet seist du, Jesu Christ. Er benutzte außerdem einzelne Strophen für Weihnachtsmusik, bereits 1723 Strophe 7 in der Kantate für den 3. Weihnachtstag Sehet, welch eine Liebe hat uns der Vater erzeiget, und 1734 zwei Strophen in seinem Weihnachtsoratorium, Strophe 6 in Satz 7 in Verbindung mit Rezitativ, Strophe 7 in Satz 28. Johann Mattheson verwendete die erste und letzte Strophe als Eingangschor und Schlusschor seines Weihnachtsoratoriums Das größte Kind, wobei er Kyrieleis durch Halleluja ersetzte.
Kantaten wurden auch verfasst von Gottfried August Homilius, Friedrich Zelle (1845–1927), und Kurt Hessenberg, der 1935 eine Choralkantate für gemischten Chor, zwei Solostimmen, Orgel und Orchester op. 9 schrieb. Walter Steffens schrieb Motetten im Teilauftrag des ZDF, darunter 1982 Gelobet seist du, Jesu Christ für A-cappella-Chöre.
Der Choral inspirierte Orgelsätze von Barockkomponisten wie Dieterich Buxtehude, Johann Pachelbel, Georg Böhm, Bach, Homilius, Johann Christoph Altnikol und Johann Philipp Kirnberger.

## Heutiger Gebrauch
Der Choral wurde in zahlreiche Sprachen übersetzt, in Gesangbücher aufgenommen und als Weihnachtslied gesungen. Das Lied findet sich im Evangelischen Gesangbuch (EG 23),  im Gotteslob (GL 252; GLalt 130) und im Evangelisch-Lutherischen Kirchengesangbuch² der SELK (ELKG² 330).

## Übersetzungen
Dänische Übersetzung „Lovet være du Jesu Christ...“ im dänischen Gesangbuch Rostock 1529, Nr. 19 und Nr. 41, übernommen in das dänische Gesangbuch von Ludwig Dietz, Salmebog, 1536, und in das Gesangbuch von Hans Tausen, En Ny Psalmebog, 1553 („Loffuit være du Jesus Christ…“ und „Wi loffue dig alle Jesu Christ…“). Eine andere Übersetzung erschien im dänischen Gesangbuch Malmö [damals dänisch] 1529, die vorstehende erste Fassung dann wieder in dänischen Gesangbüchern von 1553 und 1569; bearbeitet von Nikolai Frederik Severin Grundtvig 1837 und 1845, „Lovet være du Jesu Krist! at du menneske vorden est...“ und danach übernommen in das dänische Kirchengesangbuch Den Danske Salmebog, Kopenhagen 1953, Nr. 89, und in Den Danske Salmebog, Kopenhagen 2002, Nr. 108. Auch abgedruckt im Gesangbuch der dänischen Heimvolkshochschulbewegung Højskolesangbogen, 18. Ausgabe, Kopenhagen 2006, Nr. 220 (Quellenangabe dort: nach Luther 1523, auf Dänisch von Claus Mortensen 1528, bearbeitet von Grundtvig 1837 und 1845; Melodie: dänische Volksmelodie [1814]).